# Lenny Martinez (cykelrytter)
 Der er flere personer med dette navn, se Lenny Martinez.
Lenny Martinez (født 11. juli 2003 i Cannes) er en cykelrytter fra Frankrig, der er på kontrakt hos Bahrain Victorious.